# Südwestliche Innenstadt (Bayreuth)

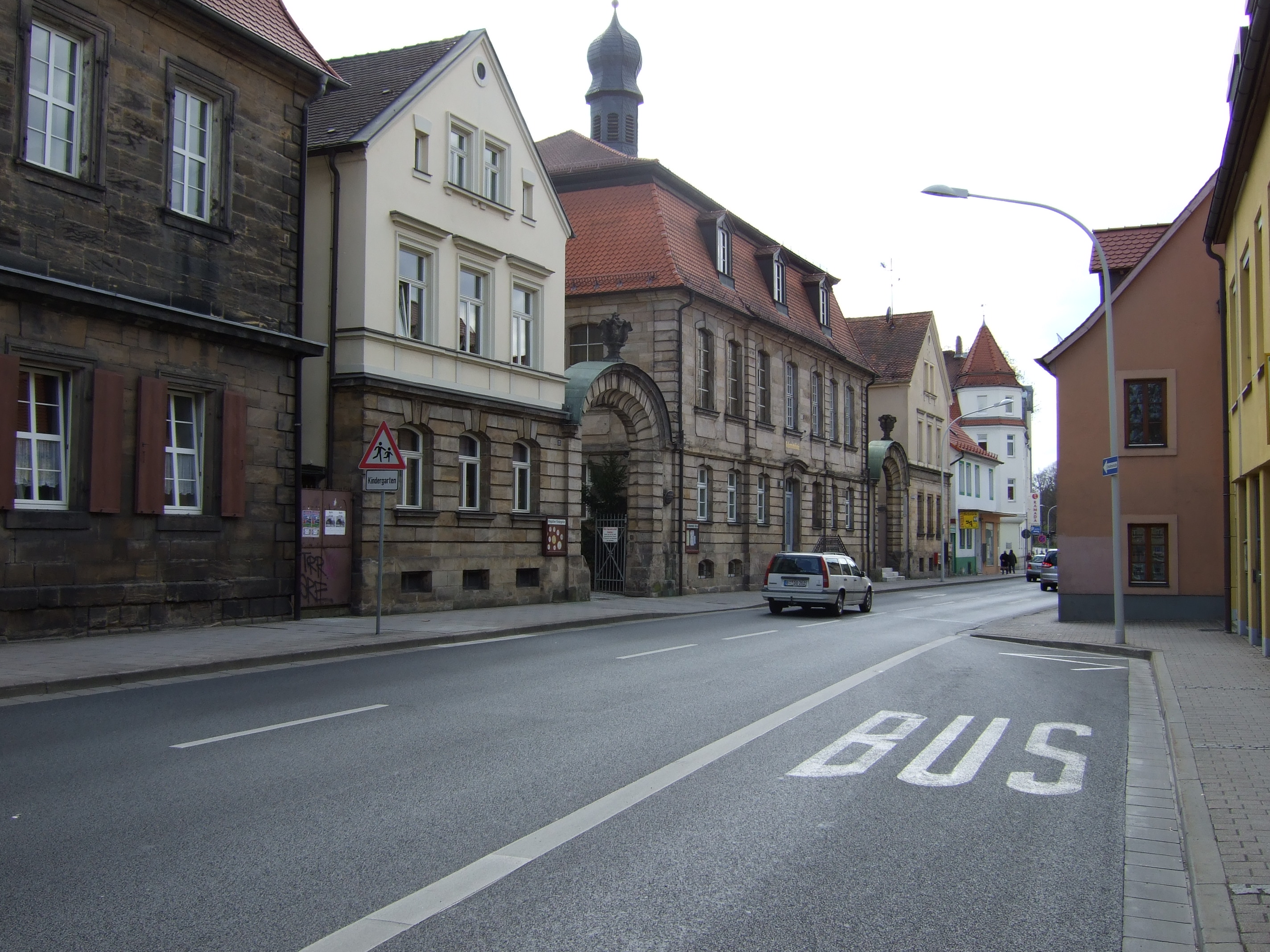
Erlanger Straße, mittig die evangelisch-reformierte Kirche im Palais von Gleichen aus dem Jahr 1743 mit dem 1989 aufgesetzten Dachreiter

Südwestliche Innenstadt auf einem Stadtplan von 1910

Die südwestliche Innenstadt von Bayreuth stellt das Bindeglied zwischen dem alten Stadtkern und dem peripher gelegenen Stadtteil Altstadt dar.

## Lage

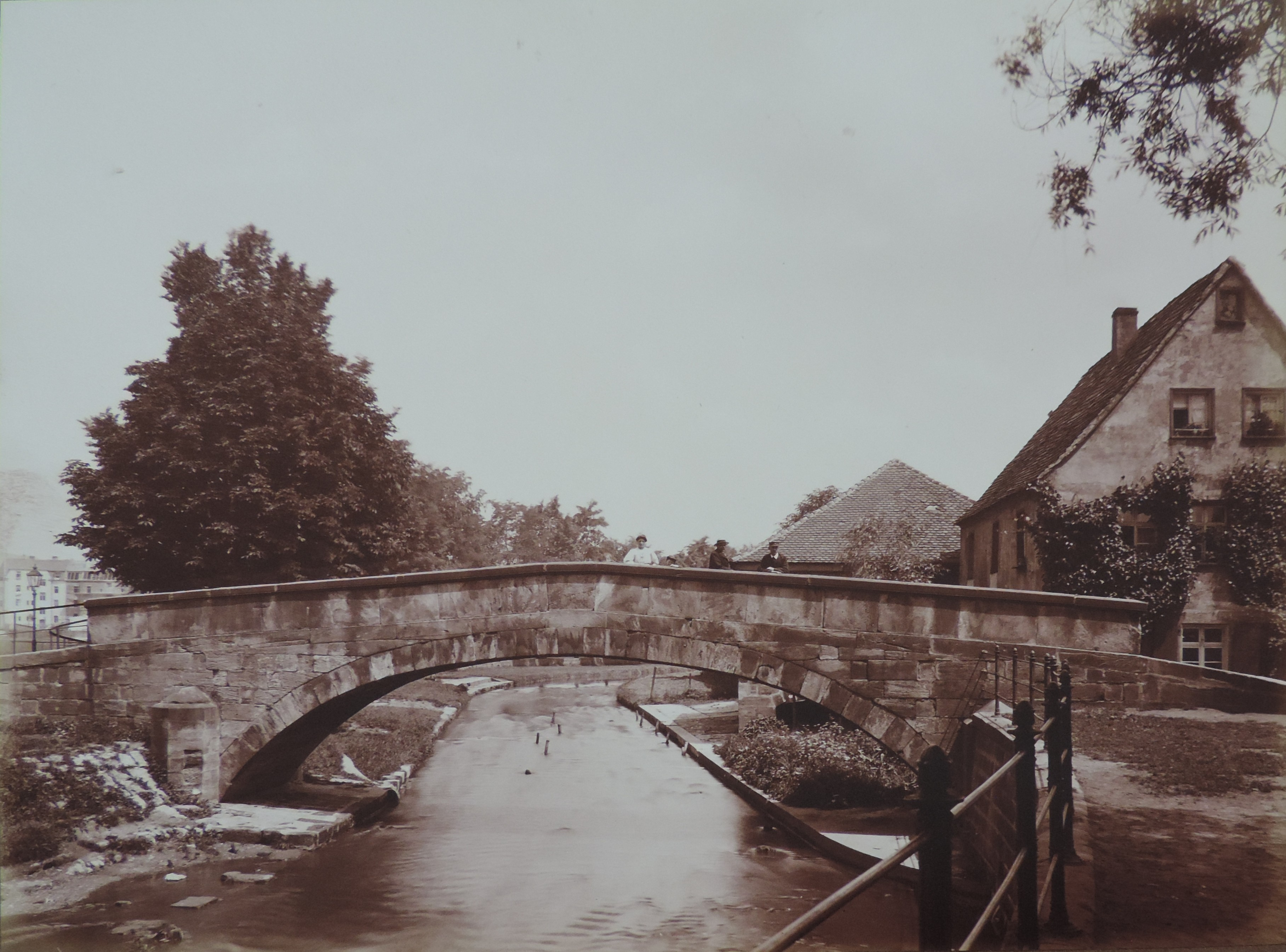
Roter Main und Schlachthausbrücke, rechts das 1935 abgerissene „Gasthaus zum Main“

Das Gebiet lässt sich durch den Mistelbach sowie die Hindenburgstraße, den Straßenzug Hohenzollernring–Wittelsbacherring (Teil des „Stadtkernrings“), die Rathenaustraße, die Bismarckstraße und die Scheffelstraße eingrenzen. Bis zu seiner Verlegung und Kanalisierung während des Ersten Weltkriegs bildete der Rote Main die nördliche Abgrenzung des Gebiets. Einzige Möglichkeit zu dessen Überquerung war die „Schlachthausbrücke“ im Bereich der heutigen Kreuzung Mühltürlein/Hohenzollernring.

## Geschichte
Der heutige Stadtteil Altstadt ist vermutlich älter als die Stadt Bayreuth selbst. Bis ins frühe 20. Jahrhundert wurde er als Altenstadt bezeichnet und trug möglicherweise vorher den Namen „Reut“.
Der vorgelagerte Ort Altenstadt wurde erst im Jahr 1840 nach Bayreuth eingemeindet, ab 1480 hatten dessen Bewohner aber bereits das Bürgerrecht der Stadt. Der Hauptverkehrsweg zwischen den beiden Orten verlief entlang der heutigen Erlanger Straße, dem damaligen „Kirchweg“, den die Bürger auf dem Weg zum Gottesdienst nutzten. Denn nach dem Bayreuther Landbuch von 1421/24 war die Sankt-Nikolaus-Kirche in der Altenstadt die „rechte Pfarrkirche“ der Stadt, die Stadtkirche intra muros nur deren Tochterkirche. An der Nordseite des Kirchwegs lag seit 1545 der städtische „Gottesacker“ (Friedhof) mit der 1562 geweihten ersten Gottesackerkirche.

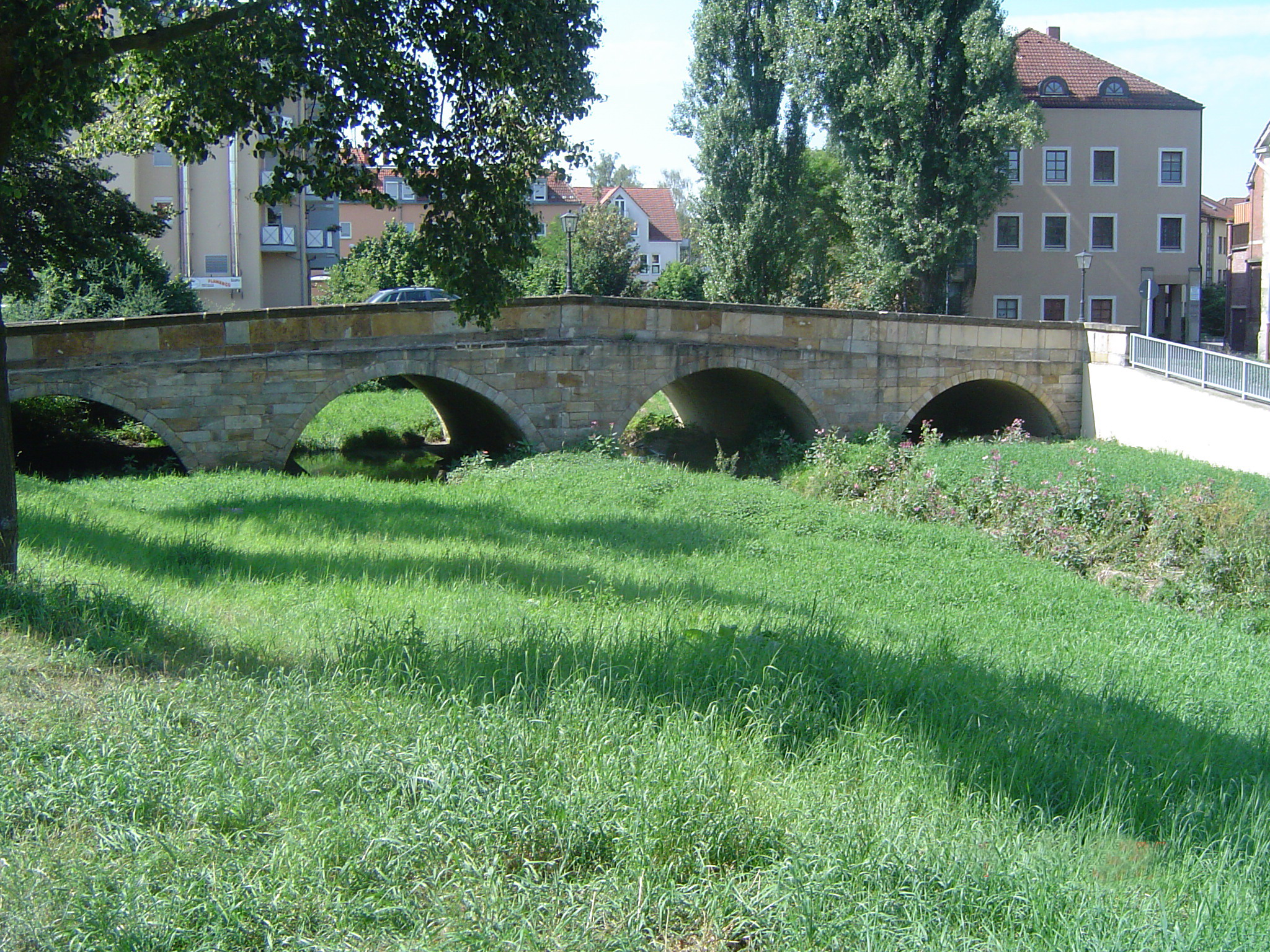
Brücke der Kulmbacher Straße über den Mistelbach

Vom Unteren Tor am Pauschenberglein breitete sich die Stadt außerhalb ihrer Mauer nach Nordwesten und Südwesten hin aus. Die Bebauung der unteren Erlanger Straße lässt sich bereits Anfang des 17. Jahrhunderts nachweisen. 1745 war die Erlanger Straße bis zu den heutigen Hausnummern 24a und 31 bebaut, hinzu kamen vereinzelte Gebäude in Friedhofsnähe. Darunter war das Haus Erlanger Straße 59, wo vermutlich bereits 1449/50 ein „Siechenhaus“ (Krankenhaus) geschaffen wurde. Das Gebäude wurde 1580 neu aufgebaut, es erhielt 1784 ein Obergeschoss und wurde 1848 in ein Armenhaus umgewandelt. 1979 wurde es unter Berücksichtigung von Auflagen des Denkmalschutzes abgebrochen, zwei Jahre später entstand ein Neubau unter Herstellung des äußeren Erscheinungsbilds. Der dort befindliche Brunnen wurde zunächst neben die Rotmainhalle versetzt, heute steht er auf dem Bernd-Mayer-Platz neben der Stadtkirche.
Auch beiderseits der Kulmbacher Straße, die bereits 1447 gepflastert und früher als Steingasse bzw. Steinweg bezeichnet wurde, wuchs die Stadt ab dem 16. Jahrhundert über ihre Befestigung hinaus. Auf ihrer Südseite ist 1745 der Spitalhof nachweisbar; die vor 1447 erbaute Brücke über den Mistelbach ist die älteste Brücke der Stadt. Mit der Bebauung der Straße Graben und der Wolfsgasse endete die Erschließung des Gebiets zunächst, die weitere Bautätigkeit in westlicher Richtung erfolgte erst im 19. Jahrhundert. 1850 reichte die Bebauung der Südseite der Erlanger Straße bereits bis über die heutige Hardenbergstraße hinaus.
Die historischen Gebäude in diesem Bereich, an der einstigen Straße Graben, der Austraße und der (alten) Wolfsgasse sowie am „Schoberths-Eck“ fielen in der Nachkriegszeit weitgehend der Spitzhacke zum Opfer. Ursache hierfür war der Bau der vierspurigen Umgehungsstraße „Stadtkernring“ in den 1970er Jahren. Erhalten blieben Häuser an der Südseite der Erlanger Straße, darunter das 1743 von Joseph Saint-Pierre erbaute Palais von Gleichen, das die evangelisch-reformierte Kirche seit 1755 als Sakralbau nutzt.

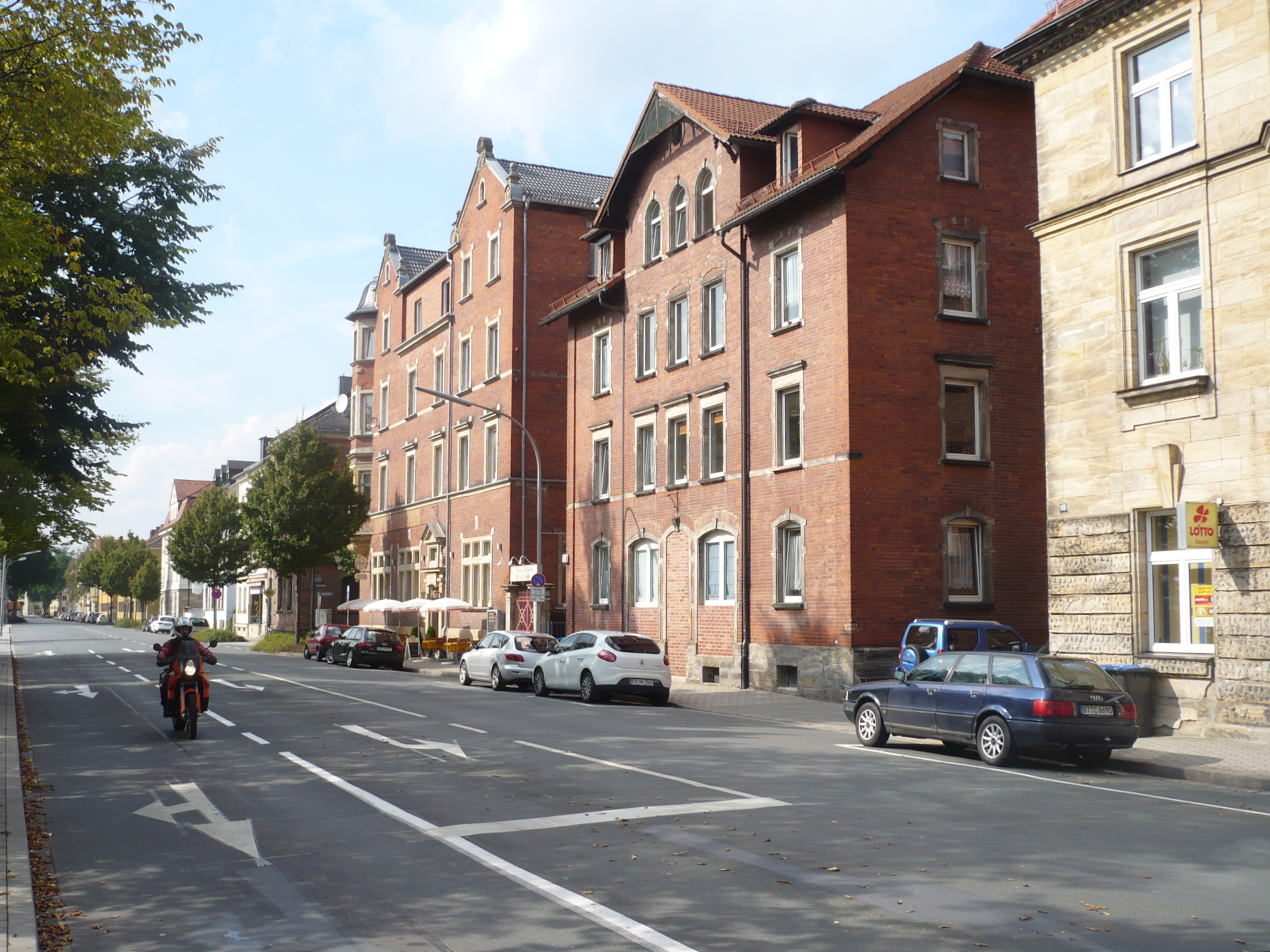
Ehemalige Offiziershäuser in der Rathenaustraße

Um 1900 wurde der Bereich südlich der Erlanger Straße baulich erschlossen. Bereits aus dem Jahr 1889 stammt die Rathenaustraße (vor 1947: Kasernstraße bzw. Straße des 7. Infanterieregiments) als nördliche Begrenzung des Kasernenviertels. Am Nordrand der Rathenaustraße wurden im Zuge des Kasernenbaus im Baustil der Kasernen Häuser errichtet, in denen Offiziere mit ihren Familien in gehobenem Wohnstil lebten. 1893 wurde die Karlstraße (seit 1947: Albert-Preu-Straße), 1897 wurden die Sedanstraße (seit 1947: Oswald-Merz-Straße) und der östliche Abschnitt der Rupprechtstraße angelegt. Die Bismarckstraße entstand, zunächst zwischen der Karl- und der Sedanstraße, im Jahr 1901.
Zwischen der Erlanger Straße und der Bismarckstraße wurde eine Stadtrandsiedlung mit stattlichen, mehrgeschossigen Wohnhäusern villenhaften Zuschnitts errichtet. In der Villa des Fabrikbesitzers Adolf Bayerlein, der zugleich rumänischer Konsul war, hatte in der Karlstraße das Königlich Rumänische Konsulat seinen Sitz.
1902 wurde an der Sedanstraße die Luitpoldschule fertiggestellt. Sie war nach der Central-Schule (heutige Graserschule) und der Volksschule in Sankt Georgen die dritte große Volksschule der Stadt. Das am 1. September 1902 eingeweihte, für 20 Schulklassen konzipierte Gebäude hat sich in seiner äußeren Form nicht mehr verändert. Namengebend war Luitpold von Bayern, Prinzregent des Königreichs Bayern von 1886 bis 1912. Während des Ersten Weltkriegs wurde das Gebäude als Lazarett genutzt.
Die vom Bauverein gebauten Mietwohnungskomplexe am Y-förmigen Teil der westlichen Rupprechtstraße stammen aus den Jahren 1924–1926. Bis dahin wurde alljährlich von ca. 1900 bis 1914 sowie 1920 und 1921 auf der dortigen „Baumanns-Wiese“ das Schützenfest der 1890 gegründeten Schützengilde „Unteres Tor“ veranstaltet. Damit war stets ein kleines Volksfest mit Karussellen, Schiffsschaukeln, Glücks- und Schaubuden verbunden. 1912 wurde, als große Neuerung, der gesamte Festplatz erstmals elektrisch beleuchtet; 1914 führte das Attentat von Sarajevo zu einem vorzeitigen Abbruch.

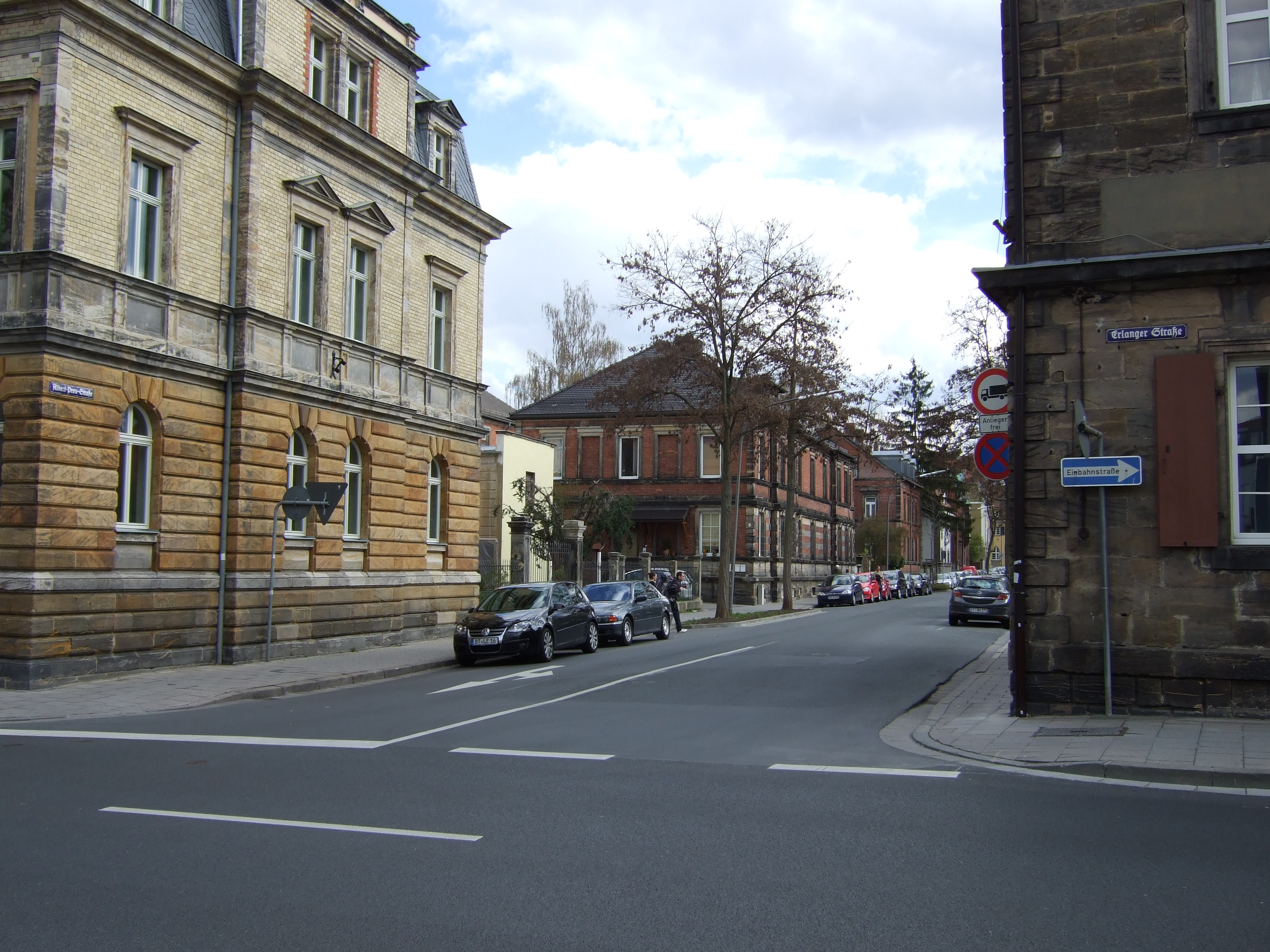
Albert-Preu-Straße
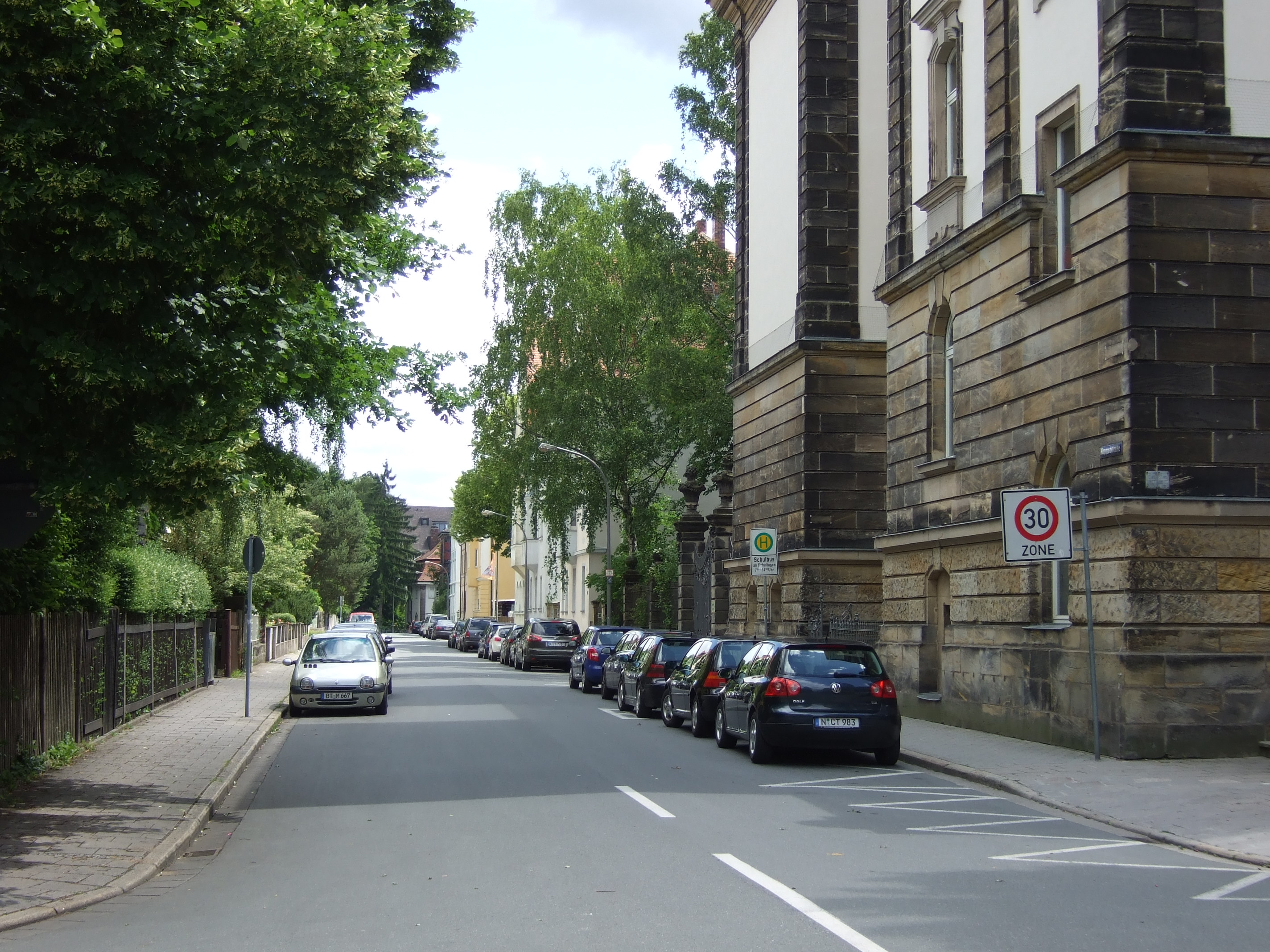
Rupprechtstraße
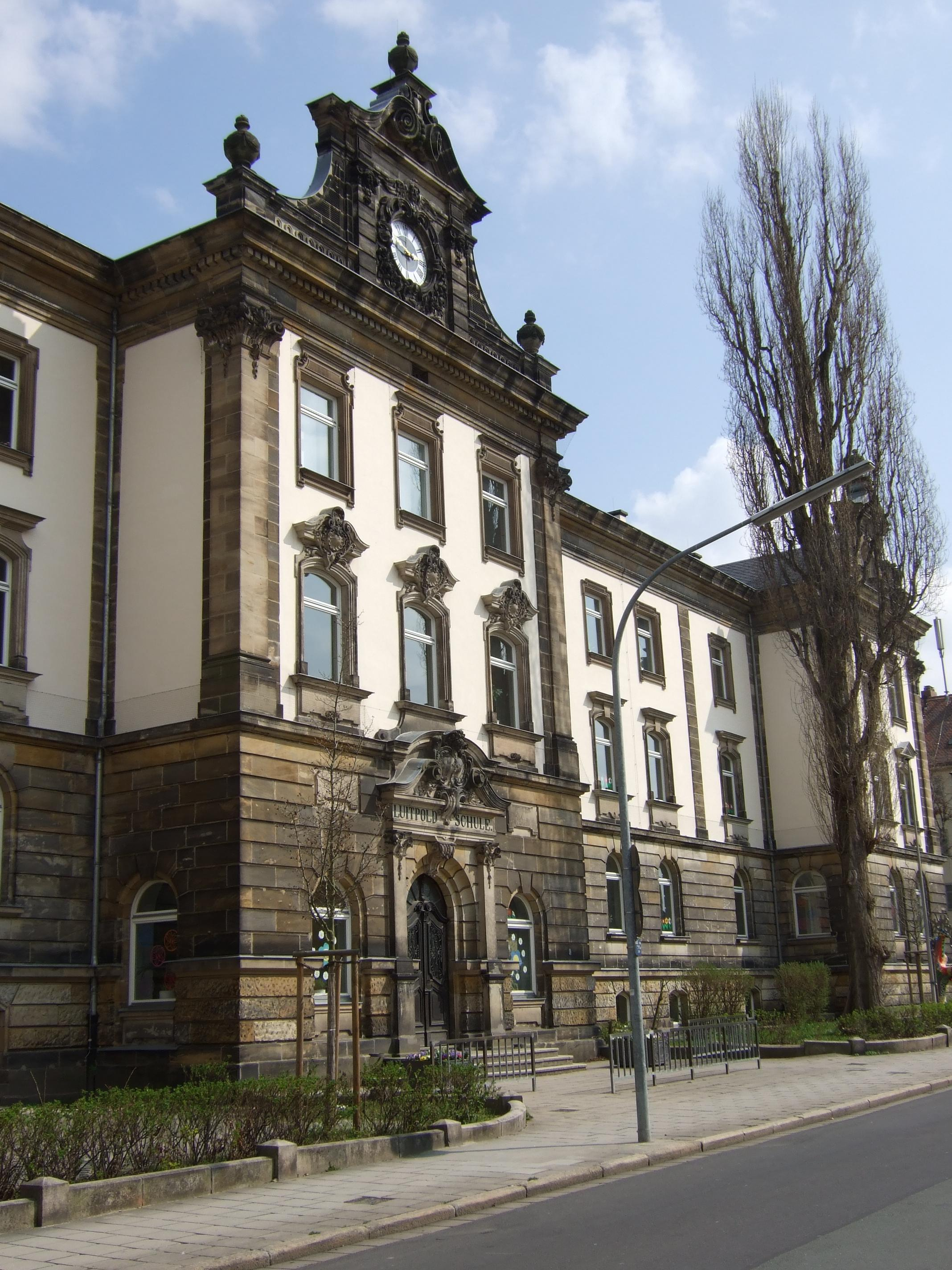
Luitpoldschule
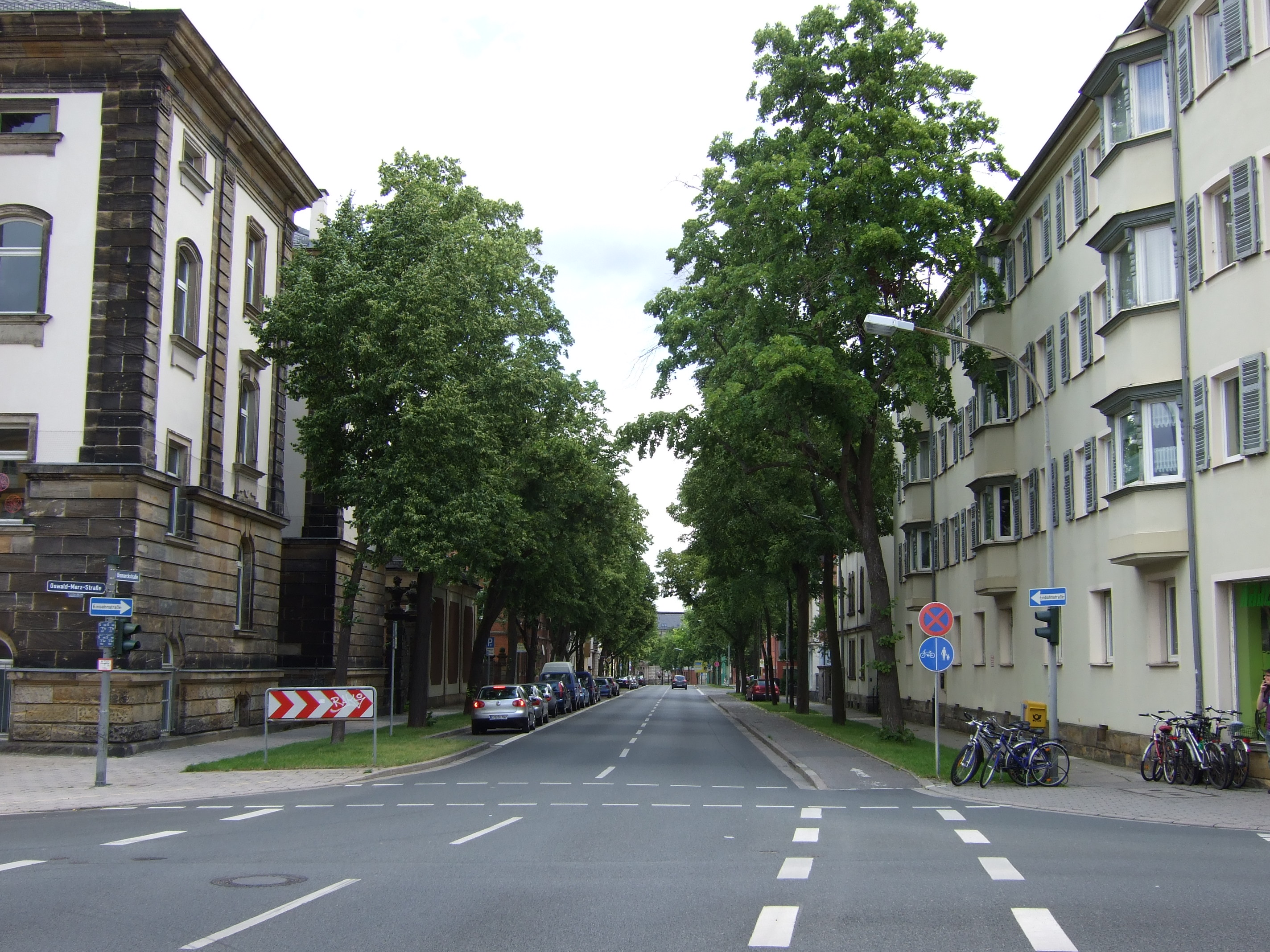
Bismarckstraße
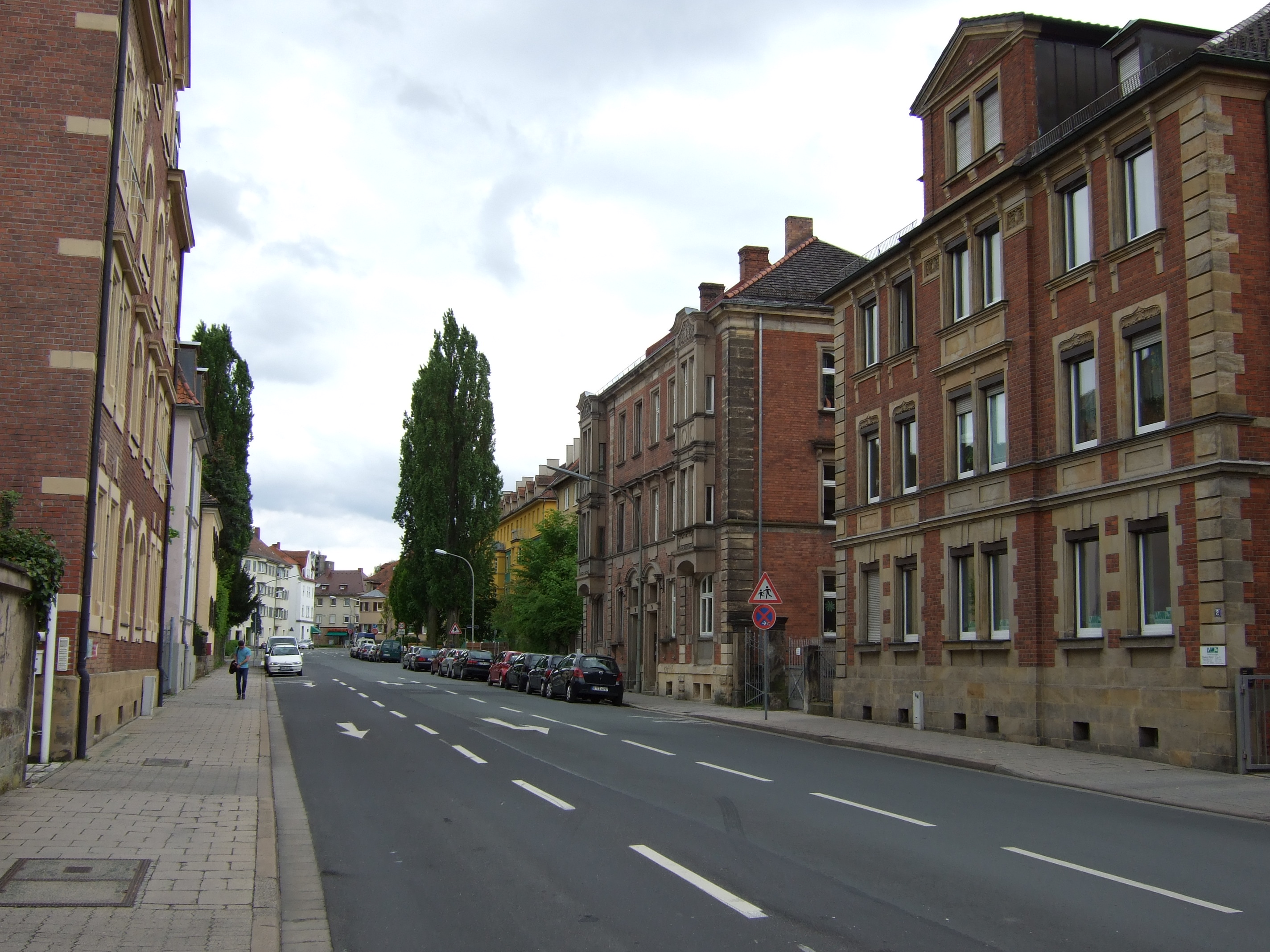
Oswald-Merz-Straße

## Struktur

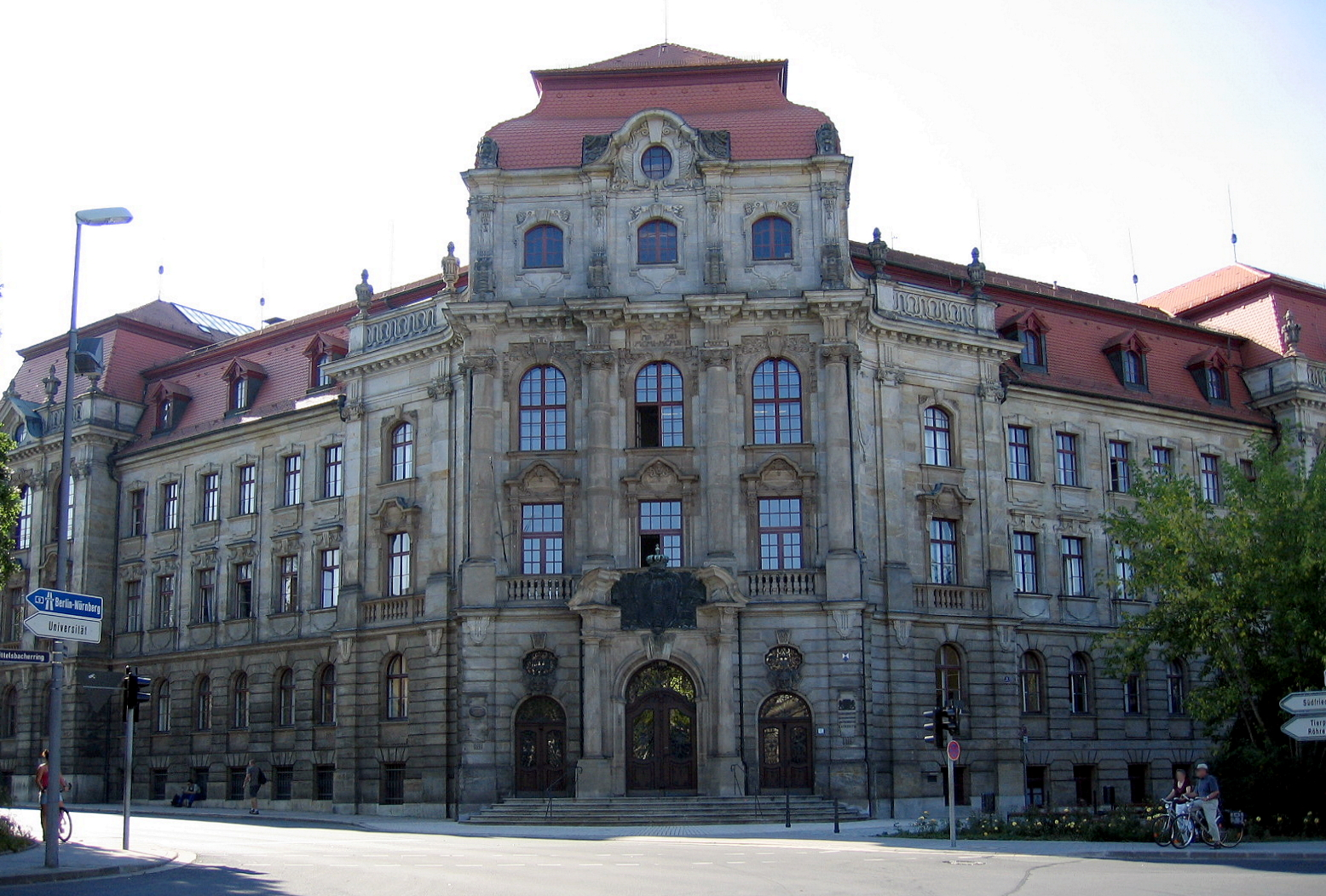
Justizpalast

Am unteren Ende der heutigen Maximilianstraße begannen die Landstraßen nach Kulmbach und Bamberg (sog. Hohe Straße) bzw. Erlangen. Während erstere ihre Funktion als solche verloren hat, ist die Erlanger Straße weiterhin die Ausfallstraße in Richtung Westen. Den Verkehr in der Gegenrichtung nehmen die Bismarckstraße und die Rathenaustraße auf. Zwischen dem Hohenzollernring und ihrer Vereinigung fungieren die Erlanger Straße und die Bismarckstraße seit Mitte der 1970er Jahre als Einbahnstraßen.
Vor allem durch den Bau des Stadtkernrings wurde die älteste Substanz des Viertels weitgehend zerstört. Die östliche Erlanger Straße verlor ihren Charakter, der durch Einzelhandel und Gastwirtschaften geprägt war. Im Wittelsbacherring ging die Leonrodstraße auf, deren Bebauung jedoch erhalten blieb. An deren Ecke zur Wilhelminenstraße wurde 1904 der Justizpalast eingeweiht. In den als „Zentraljustizgebäude“ genutzten Bau sollten im Frühjahr 1945 mehrere Senate des Volksgerichtshofs verlegt werden. Gegenüber, in der Wilhelminenstraße 9, befindet sich seit 1953 die Hochschule für evangelische Kirchenmusik der evangelisch-lutherischen Kirche in Bayern.
Mit der Begradigung des Roten Mains in der Unteren Au Anfang der 1930er Jahre verlor die Schlachthausbrücke ihre Funktion; sie verschwand im Zuge des Baus der Hindenburgstraße. 1935 wurde dort das Gebäude der über 200 Jahre alten Gastwirtschaft „Gasthaus zum Main“ abgebrochen und durch einen Neubau ersetzt.
Jenseits der Schlachthausbrücke lag das Mainflecklein, eine Wiese, die die Bewohner der Stadt, z. B. zum Wäschetrocken, unentgeltlich nutzen konnten. Dort wurden auch Versammlungen und Volksfeste abgehalten, nach dem Ende des Zweiten Weltkriegs diente das Gelände als Barackenviertel und später als Parkplatz. In den 1990er Jahren entstanden dort ein Parkhaus und das 1997 eröffnete Multiplex-Filmtheater „Cineplaza“.

### Vernichtung historischer Bausubstanz nach 1945

#### Erlanger Straße
Nach 1945 wurden die folgenden Häuser abgerissen:
- Erlanger Straße 2, zuletzt Gaststätte Weißes Rössel, abger. 1974
- Erlanger Straße 4, zuletzt Bavaria-Drogerie Eysser und Bäckerei Hammon
- Erlanger Straße 6 („Eck-Schoberth“), zuletzt Gaststätte Schoberth, Fachwerkhaus
- Erlanger Straße 8, zuletzt Färberei Wacht
- Erlanger Straße 10, zuletzt Drogerie Eysser und Schreibwarenhandlung Horlbeck
- Erlanger Straße 11, Eckhaus zur Wolfsgasse
- Erlanger Straße 12, zuletzt Gaststätte Unteres Tor
- Erlanger Straße 13, zuletzt Fahrrad- und Nähmaschinenhandlung Räbiger
- Erlanger Straße 14, zuletzt Fahrrad-, Nähmaschinen- und Büromaschinenhandlung Schröck
- Erlanger Straße 15, zuletzt Lebensmittelgeschäft Rabenstein
- Erlanger Straße 16, zuletzt Metzgerei Hoffmann
- Erlanger Straße 17
- Erlanger Straße 18, zuletzt Kolonialwarenhandlung Schorr und Schneiderei Hertel
- Erlanger Straße 20, zuletzt landwirtschaftliche Maschinen, Haus- und Küchengeräte Schorr
- Erlanger Straße 22, zuletzt Gaststätte Lindenstuben
- Erlanger Straße 39, zuletzt Gärtnerei Ullmann und Glaserei Pfeiffer

#### Kulmbacher Straße
Von der einstigen Bebauung sind die Häuser an der Nordseite (gerade Hausnummern) weitgehend vorhanden. Auf der Südseite existiert bis zum Mistelbach mit der Nummer 9 nur noch eines der 1973 noch vorhandenen Gebäude.

Seit 1974 wurden abgerissen:
- Kulmbacher Straße 1, erbaut 1743, Sandsteingebäude, zuletzt Friseur Küffner, abger. 1974
- Kulmbacher Straße 2, 1514 erstmals urkundlich erwähnt, Sandsteingebäude, zuletzt Drogerie Fischer, abger. 1974
- Kulmbacher Straße 3, 1680 urkundlich erwähnt, Sandsteingebäude, zuletzt Mechaniker Frey
- Kulmbacher Straße 5, Sandsteingebäude, zuletzt Kolonialwaren Krug
- Kulmbacher Straße 7, Sandsteingebäude, erbaut 1745/55, Geburtshaus von Jakob und Julius Herz, zuletzt Metzgerei Eberl
- Kulmbacher Straße 11, eingeschossiges Sandsteingebäude, um 1955 Möbelgeschäft Eichmüller, abger. 1990
- Kulmbacher Straße 13, Landmaschinenhandlung Schorr, abger. 1990

#### Graben
Die Straße Graben verschwand fast vollständig beim Bau des Stadtkernrings. Dort verläuft heute ein Abschnitt des Hohenzollernrings.
Abgerissen wurden:
- Graben 2, Eckgebäude zur unteren Maximilianstraße, Sandsteingebäude, zuletzt Sanitäranlagen Küffner, abger. 1969
- Graben 4, Sandsteingebäude, abger. 1973

#### Wolfsgasse
Von der historischen Häuserzeile der alten Wolfsgasse ist nach dem Bau der mehrstreifigen Straße Wittelsbacherring im Zuge des Stadtkernrings nichts mehr geblieben. Westlich parallel dazu wurde 1981 eine neue Straße angelegt, die diesen Namen nun trägt.
- Wolfsgasse 5, Wohnhaus des Ehepaars Sabine und Jakob Oppenheimer, die im November 1941 nach Riga deportiert und ermordet wurden[27][28]
- Wolfsgasse 7, zuletzt Gastwirtschaft Frische Quelle[27]

#### Leopoldstraße
- Leopoldstraße 6, Wohnhaus aus der Gründerzeit („Schaupp-Villa“) an der Ecke zur Bismarckstraße, erbaut 1910, abger. 1991[29]

#### Austraße
- Mälzerei Albrecht, abger. 1991[30]

#### Albert-Preu-Straße

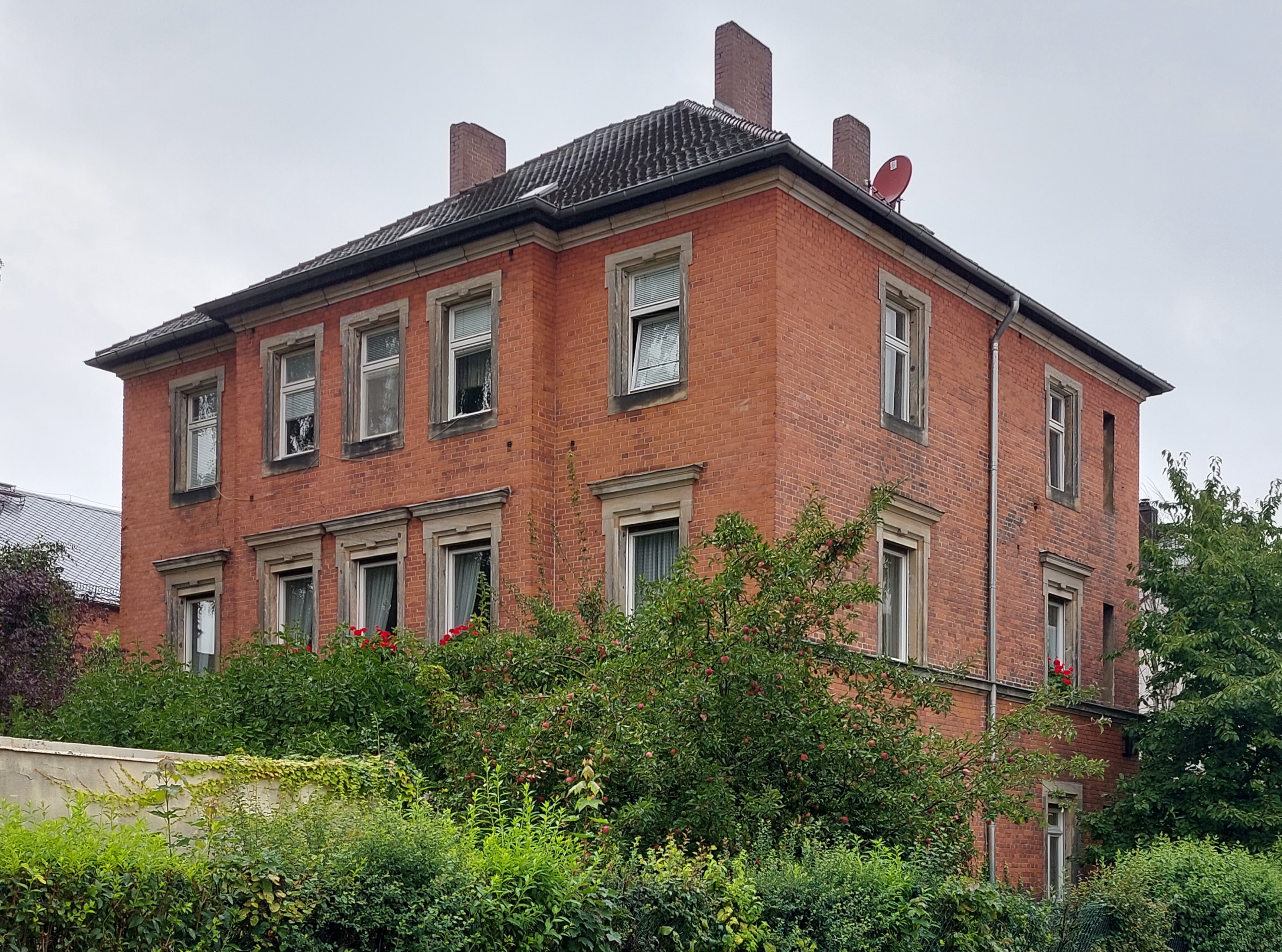
Albert-Preu-Straße 7 vor dem Abbruch

Im Februar 2025 wurde das Haus Albert-Preu-Straße 7 abgerissen. Das dreistöckige Gebäude in Ziegelbauweise wurde 1889 fertiggestellt und 1963 der Stadtkirchengemeinde vermacht. Jene veräußerte es im Jahr 2022 an einen Privatunternehmer, der auf dem zentrumsnahen Grundstück einen Neubau mit mehr Wohneinheiten plant. Um das Haus aus der Gründerzeit zu retten, hatten Anwohner im Sommer 2024 beim Bayerischen Landesamt für Denkmalpflege die Überprüfung der Denkmaleigenschaft beantragt.

## Stadtfriedhof
Nördlich der äußeren Erlanger Straße liegt der Bayreuther Stadtfriedhof. Der älteste existierende Friedhof Bayreuths beherbergt zahlreiche Grabdenkmäler berühmter Persönlichkeiten. Er wurde im Jahr 1545 außerhalb der Stadtmauer angelegt und ersetzte den alten „Gottesacker“ an der Stadtkirche. Dieser war bis 1533 genutzt worden, in den folgenden zwölf Jahren bestattete man, um der Ansteckungsgefahr bei Seuchen zu begegnen, die Toten auf dem Friedhof der nahen Altenstadt.
Unter anderem befinden sich auf dem Stadtfriedhof die Ruhestätten von Franz Liszt, Jean Paul, Emil Warburg, Siegfried, Wieland und Wolfgang Wagner sowie des Dirigenten Hans Richter. Das prunkvollste Grabmal ist die Grabkapelle des Herzogs Alexander von Württemberg. Für Maria Anna Thekla Mozart, die 1841 auf dem Stadtfriedhof beerdigt wurde, wurde 1991 eine Gedenktafel angebracht.
Elias Räntz schuf das Grabmal der Gerberstochter Margarete Katharina Schlenk aus dem Haus Kulmbacher Straße 6, die als „Stecknadelbraut“ in die Bayreuther Annalen einging. Die 19-jährige junge Frau verschluckte am Tag ihrer Hochzeit im Jahr 1721 beim Anlegen der Brautkleidung eine Stecknadel und starb. Bis 1998 stand der Grabstein als Gedenkstein unter freiem Himmel an der Friedhofsmauer. Da der Sandstein zunehmend verwitterte, erhielt er einen geschützten Platz in der Aussegnungshalle.
Am südöstlichen Friedhofseingang steht die evangelisch-lutherische Friedhofskirche. Deren erstes Gebäude wurde 1562 erbaut und 1599 erweitert. 1779 wurde es abgebrochen und 1781 durch den heutigen Bau ersetzt, der im Volksmund den Namen Gottesackerkirche weiterführt.

## Kirchen

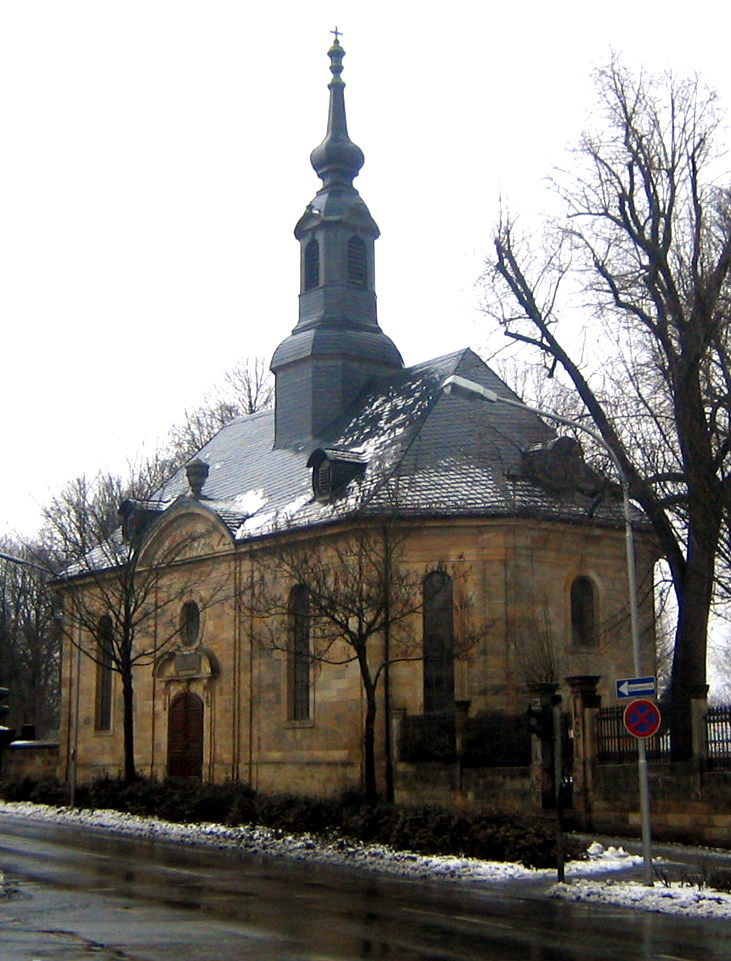
Gottesackerkirche

- Gottesackerkirche auf dem Stadtfriedhof
- Evangelisch-reformierte Kirche, seit 1755 in der Erlanger Straße 29; der Dachreiter stammt von der 1949 erbauten provisorischen katholischen Kirche in Mistelbach und wurde erst 1989 aufgesetzt[38]

## Industrie und Gewerbe

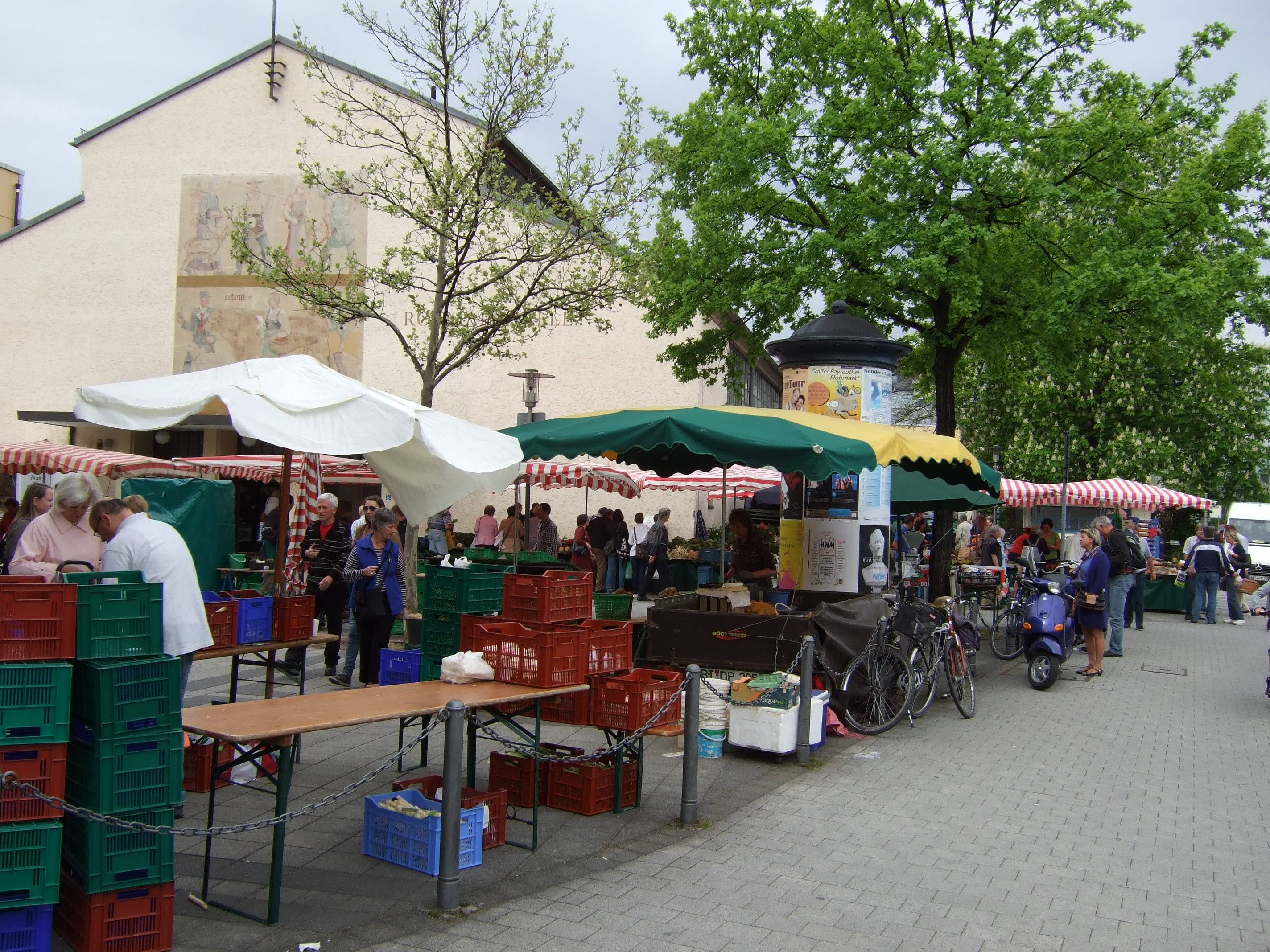
Wochenmarkt vor der Rotmainhalle

Als Folge einer jahrhundertealten Tradition hatten zahlreiche Bayreuther Bürger das Recht, Bier zu brauen. Für diejenigen, die kein eigenes Brauhaus unterhalten konnten, schuf die Stadt mehrere „Kommunbrauhäuser“. Zunächst befand sich eines auf dem Gelände der späteren Malzfabrik an der Austraße. Nachdem es Mitte des 19. Jahrhunderts abgebrannt war, ließ der städtische Baurat Eustachius Rittler 1856 eine solche Anlage in der Erlanger Straße 37 errichten. 1930 verkaufte die Stadt das Kommunbrauhaus an die Bürgerbräu-Genossenschaft. Das unter Denkmalschutz gestellte Sudhaus wurde 1995 als Restaurant in einen Hotelneubau integriert.
In der Austraße lag die in den Jahren nach 1900 erbaute Mälzerei Albrecht mit ihrem markanten, von einer zwei mal drei Meter großen Windrose gekrönten Schornstein. An der Stelle der im April 1991 abgerissenen Fabrik steht heute ebenfalls ein Hotel. Die Wolfsgasse 12 beherbergte die Möbelfabrik Becher, die sich dort 1920 angesiedelt hatte und als Möbelhaus am Wittelsbacherring noch existiert. In der Erlanger Straße 13 existierte bis 1960 die Ofen- und Tonwarenfabrik L. Seiler. Seiler’sche Kachelöfen wurden bis nach Amerika, in den Vatikan und ins Schloss Windsor geliefert.
Das Granitwerk Wölfel & Herold befand sich von 1860 bis in die 1960er Jahre in der Erlanger Straße 36. Der Betrieb existiert nach wie vor in verkleinertem Ausmaß als Hersteller vor allem von Grabdenkmälern. In der Kulmbacher Straße 16 etablierte sich in den 1880er Jahren die Öl- und Fettfabrik Böhmer, die dort bis 1976 vor allem Schmiermittel herstellte.
Zwischen der Straße Graben und dem Mistelbach floss bis zu seiner Begradigung um das Jahr 1930 der Rote Main. Um 1800 wurde dort eine Mühle erwähnt, die mit sieben Wasserrädern die größte Mühle der Stadt war. Ein erster Vorgängerbau der Pleitner- oder Bleithenmühle ist im Jahr 1398 nachweisbar. 1881 wurde die Mühle abgebrochen und der städtische Schlachthof errichtet, der bis 1993 dort existierte. An seiner Stelle wurde 1996 der Grundstein für das Einkaufszentrum Rotmain-Center gelegt.
1935 wurde nördlich davon, am Beginn der im selben Jahr fertiggestellten Hindenburgstraße, die Rotmainhalle als Viehauktionshalle errichtet und am 14. Juli 1935 eingeweiht. In der „Reichskristallnacht“ vom 9. November 1938 wurden die Bayreuther Juden dort zusammengetrieben und festgehalten. 12 von ihnen wurden anschließend ins Konzentrationslager Dachau deportiert, 23 im Gefängnis Sankt Georgen inhaftiert. Heute dient das Gebäude als Wochenmarkt- und Sporthalle.
Auch im Bereich der Wolfsgasse hatten sich Handwerksbetriebe angesiedelt. Ab 1896 betrieb dort z. B. der Saiteninstrumentenbauer Johann Stöcklmeier seine Werkstatt, die bis 1936 existierte.
Im Bereich zwischen der Leuschner-, der Rathenau- und der Schwindstraße ist die Firma ebu Umformtechnik angesiedelt. Deren Ursprünge gehen auf eine 1861 durch August Hensel gegründete mechanische Werkstatt zurück. 1872 baute das Eisenwerk Hensel die erste Nähmaschine im Königreich Bayern. 1917 wurde die Firma unter Beibehaltung des Namens an Otto Wilhelm Burkhardt verkauft. 1999 wurde das Eisenwerk Hensel zunächst zur Burkhardt GmbH, 2012 dann zur ebu Burkhardt GmbH und 2014 schließlich zur ebu Umformtechnik GmbH, an der seit 2016 die chinesische Jiangsu Xuzhou Metalforming Machine Group beteiligt ist.